# قرقیزگاوا
قرقیزگاوا (به لاتین: Kirgizgava) یک منطقهٔ مسکونی در قرقیزستان است که در شهرستان بازارقرغون واقع شده‌است.